# Andrenosoma complexum
Andrenosoma complexum är en tvåvingeart som beskrevs av H. Oldroyd 1970. Andrenosoma complexum ingår i släktet Andrenosoma och familjen rovflugor.
Artens utbredningsområde är Kongo. Inga underarter finns listade i Catalogue of Life.